# Vorwald
Bei einem Vorwald handelt es sich um einen Waldgefügetyp.
Waldökosysteme unterliegen einer ständigen Dynamik. Dabei ändern sich vor allem Alters- und Raumstruktur sowie das Artenspektrum. Innerhalb dieser Sukzessionen, die über mehrere Phasen und lange Zeiträume ablaufen, nimmt das Waldgefüge des Vorwaldes die erste Position ein; die letzte Position bildet das Schlusswaldstadium.
Vorwald findet sich gezielt oder zufällig auf natürlichem Wege auf Kahlflächen ein (in Nord- und Mitteldeutschland meist Birken oder Weiden). Daher werden Birken als typische Pionierbaumarten bezeichnet. Jedoch können auch andere Baumarten (Vorwaldbaumarten) diese Pionierfunktion übernehmen.
Vorwaldbaumarten zeichnen sich durch folgende Eigenschaften aus:
- schnelles Jugendwachstum
- frühe Zuwachskulmination
- zeitiges Reifealter
- reichliche und frühe Fruktifikation.

## Vorwälder in der Forstwirtschaft
Waldbewirtschafter bauen Vorwälder als so genannte Zeitmischung im Hochwald gezielt an: Unter einem Vorwald aus schnellwachsenden Baumarten pflanzt man anspruchsvollere Baumarten wie Buche, Eiche, Tanne, Fichte oder Douglasie, die nach Räumung des Vorwaldes den Schlusswald bilden. Als Vorwaldbaumarten bieten sich vor allem Pappeln (inkl. Aspen), Erlen oder Birken an. Der Vorwald-Gefügetyp ist somit in zwei Schichten gegliedert: Die obere Schicht (mit Alters- und Höhenvorsprung) bilden die Vorwaldbaumarten, die untere die Hauptbaumarten. Es sind jedoch mehrere Schichten und Übergänge (vorwaldartiges Gefüge) möglich.
Vorwälder sollen aufgrund ihrer geringen Störanfälligkeit folgende Funktionen übernehmen: Sie schützen die Hauptbaumarten vor Frost, Wind und Sonneneinstrahlung. Sie verbessern die Bodengare durch das Laub, vermindern Vergrasung, entwässern Nassstandorte und mindern Erosion an Hängen. Vorwälder können als "Basenpumpen" wirken und den oberen Mineralboden mit Nährstoffen anreichern. Neben den genannten Vorteilen muss der Forstwirtschaftler die Nachteile der Wurzel- und Lichtkonkurrenz in Kauf nehmen.
Der Anbau von Vorwäldern kann Versorgungsengpässe auf dem Schwachholzmarkt abmildern, indem früh und auf großer Fläche Biomasse für Energieholz und Industrieholz geerntet werden kann.